# Shūrābeh Taran
Shūrābeh Taran (persiska: شورابِه خوران, شورابه ترن, Shūrābeh Khūrān) är en ort i Iran.   Den ligger i provinsen Ilam, i den västra delen av landet, 500 km väster om huvudstaden Teheran. Shūrābeh Taran ligger 1 097 meter över havet och antalet invånare är 265.
Terrängen runt Shūrābeh Taran är huvudsakligen kuperad, men den allra närmaste omgivningen är platt. Runt Shūrābeh Taran är det ganska tätbefolkat, med 54 invånare per kvadratkilometer. Närmaste större samhälle är Zarneh, 5,2 km öster om Shūrābeh Taran. Omgivningarna runt Shūrābeh Taran är i huvudsak ett öppet busklandskap.